# Johannes F. Coy
Johannes F. Coy (* 15. Dezember 1963 in Otzberg im Odenwald) ist ein deutscher Biologe und ehemaliger Krebsforscher. Er war der Entdecker der Gene TKTL1 und DNaseX (Apo10). TKTL1 ist nach neuesten Erkenntnissen am Zellzyklus, aber auch an der Entstehung von verschiedenen Erkrankungen beteiligt sind. Coys Forschungsarbeiten haben eine neue Bedeutung bekommen, seit die Relevanz von TKTL1 für die Entwicklung der kognitiven Fähigkeiten des Homo sapiens durch Studien von Svante Pääbo und seiner Forschungsgruppe am Max-Planck-Institut für evolutionäre Anthropologie sowie Wieland B. Huttner gezeigt wurden.

## Leben und wissenschaftliches Wirken
Johannes Coy begann 1985 sein Biologiestudium an der Eberhard Karls Universität in Tübingen, welches er mit Fokus auf Molekular- und Humangenetik sowie Biochemie 1990 abschloss. Noch im gleichen Jahr wechselte er ans DKFZ in Heidelberg, wo er nach seiner Diplomarbeit (Kartierung eines Tumorsuppressor-Gens beim Neuroblastom) Mitglied des Forschungsprojekts Molekulare Genomanalyse unter Leitung des damaligen DKFZ-Leiters und späteren Nobelpreisträgers für Medizin, Prof. Harald zur Hausen, wurde.
Er konzentrierte sich in dieser Zeit auf die Identifizierung von Genen und entdeckte in dem Zusammenhang die beiden Gene TKTL1 und DNaseX (Apo10). Für seine auf der Entdeckung der beiden Gene aufbauenden Dissertation wurde er 1996 mit summa cum laude ausgezeichnet. Aus seinen Analysen der Gene TKTL1 und DNaseX (Apo10) schloss Coy, dass in beiden Genen das Potenzial für neue diagnostische Krebsmarker stecke.
In seinem weiteren wissenschaftlichen Wirken beschäftigte sich Coy fortan mit der ganzheitlichen Erforschung des Tumorzellstoffwechsels, insbesondere mit der Anwendung der beiden Gene zur Früherkennung von Krebs auf Basis diagnostischer Tests. Er fand heraus, dass das gleichzeitige Vorkommen von TKTL1 und DNaseX (Apo10) in Makrophagen auf eine Krebserkrankung schließen lässt  und wirkte an der Entwicklung eines Bluttests mit, der TKTL1 und DNaseX (Apo10) in Makrophagen nachweisbar macht.
Außerdem entdeckte er den TKTL1-Stoffwechselweg sowie den damit verbundenen Zuckerstoffwechsel, der die Vermeidung und die Reparatur von Zellschäden ermöglicht.
Zu Coys diagnostischen Entwicklungen als Resultat seiner Forschungen zählen:
- Epitopdetektion in Monozyten (EDIM) – Nachweisverfahren von Biomarkern in Zellen des angeborenen Immunsystems in Blutproben
- Automatisierbares Durchflusszytrometrie-Verfahren
- Durchflusszytometrie-basierte Bluttests

Johannes Coy hält mehrere Patente im Themengebiet Krebsforschung und Diagnostik, unter anderem zu DNaseX und TKTL1:
- DNA encoding DNase and related vectors, host cells and antibodies (DNaseX)[10]
- Transketolase-related protein (TKTL1)[11]

## Anti-Krebs-Ratgeber
Seit 2009 hat Coy zahlreiche Ratgeber veröffentlicht, die sich mit dem Zusammenhang von Krebs und Ernährung befassen. Zunächst erschien in Co-Autorenschaft mit der Heilpraktikerin Maren Franz „Die Neue Anti-Krebs Ernährung: Wie Sie das Krebs-Gen stoppen“, ein Buch, das in den folgenden Jahren mehrere Neubearbeitungen erfuhr und heute (Stand: August 2025) Coy als alleinigen Autor benennt. Zugleich erschien 2009 in der Zeitschrift Erfahrungsheilkunde ein Aufsatz unter dem Titel „Wenn Krebszellen gären wird’s gefährlich: Ernährung bei Krebs nach dem Coy-Prinzip“. „Das Anti-Krebs-Kochbuch“ (2012) wird (Stand: August 2025) vom Verlag Graefe und Unzer mit dem Versprechen beworben: „Sogar die gefährlichsten Krebszellen, die sogenannten Krebsstammzellen, gegen die es bisher kein wirksames Krebsmedikament gibt, lassen sich durch die richtige Ernährung in Schach halten.“ In weiteren Ratgebern befasste Coy sich u. a. mit dem Zusammenhang von Zucker und gesunder Ernährung („Fit mit Zucker: Mit den richtigen Zuckern die Zellalterung stoppen, das Gehirn fit halten, die Gefäße schützen und die Fettverbrennung anschalten“, 2019), wobei er auch hier aufzuzeigen versucht, „welche gesunden Zucker es gibt, die den Stoffwechsel von Krebszellen so beeinflussen, dass diese sich nicht mehr im Körper ausbreiten und Metastasen bilden.“

## Auszeichnungen
- 2007: Waltraut-Fryda-Preis: Verliehen auf dem internationalen Fachkongress für biologische Krebsmedizin für die Aufklärung der Rolle des TKTL1-Gens für den Vergärungsstoffwechsel von Krebszellen.
- 2006: Diaita-Wissenschaftspreis: Verliehen von der Gesellschaft für Ernährungsmedizin und Diätetik e.V. (heute Fachgesellschaft für Ernährungstherapie und Prävention (FET) e.V) auf der Medica für herausragendes wissenschaftliches Engagement im Bereich der Krebsforschung, -diagnostik und -therapie.

## Wissenschaftliche Veröffentlichungen (Auswahl)
- Blood-Test Based Targeted Visualization Enables Early Detection of Premalignant and Malignant Tumors in Asymptomatic Individuals[15]

- EDIM-TKTL1/Apo10 Blood Test: An Innate Immune System Based Liquid Biopsy for the Early Detection, Characterization and Targeted Treatment of Cancer.[16]

- A key role for transketolase-like 1 in tumor metabolic reprogramming[7]

- A biomarker based detection and characterization of carcinomas exploiting two fundamental biophysical mechanisms in mammalian cells.[17]

- Transketolase-like protein 1 (TKTL1) is required for rapid cell growth and full viability of human tumor cells.[18]

- Expression of transketolase TKTL1 predicts colon and urothelial cancer patient survival. Warburg effect reinterpreted.[8]

- Mutations in the transketolase-like gene TKTL1. Clinical implications for neurodegenerative diseases, diabetes and cancer.[9]

- Functional characterization of DNase X, a novel endonuclease expressed in muscle cells.[19]

- Molecular cloning of tissue-specific transcripts of a transketolase-related gene. Implications for the evolution of new vertebrate genes.[1]

- Isolation, differential splicing and protein expression of a DNase on the human X chromosome.[2]

## Belege
1. 1 2  Johannes F. Coy, Stefan Dübel, Petra Kioschis, Karen Thomas, Gos Micklem, Hajo Delius, Annemarie Poustka: Molecular Cloning of Tissue-Specific Transcripts of a Transketolase-Related Gene: Implications for the Evolution of New Vertebrate Genes. In: Genomics. Band 32, Nr. 3, 15. März 1996, ISSN 0888-7543, S. 309–316, doi:10.1006/geno.1996.0124 (sciencedirect.com [abgerufen am 1. Dezember 2022]).
2. 1 2  J. F. Coy, I. Velhagen, R. Himmele, H. Delius, A. Poustka, H. Zentgraf: Isolation, differential splicing and protein expression of a DNase on the human X chromosome. In: Cell Death and Differentiation. Band 3, Nr. 2, April 1996, ISSN 1350-9047, S. 199–206, PMID 17180083.
3. 1 2  Johannes F. Coy: EDIM-TKTL1/Apo10 Blood Test: An Innate Immune System Based Liquid Biopsy for the Early Detection, Characterization and Targeted Treatment of Cancer. In: International Journal of Molecular Sciences. Band 18, Nr. 4, 20. April 2017, ISSN 1422-0067, S. 878, doi:10.3390/ijms18040878, PMID 28425973, PMC 5412459 (freier Volltext).
4. ↑  Anneline Pinson, Lei Xing, Takashi Namba, Nereo Kalebic, Jula Peters, Christina Eugster Oegema, Sofia Traikov, Katrin Reppe, Stephan Riesenberg, Tomislav Maricic, Razvan Derihaci, Pauline Wimberger, Svante Pääbo, Wieland B. Huttner: Human TKTL1 implies greater neurogenesis in frontal neocortex of modern humans than Neanderthals. In: Science. Band 377, Nr. 6611, 9. September 2022, S. eabl6422, doi:10.1126/science.abl6422 (science.org [abgerufen am 7. März 2025]).
5. ↑  Yang Li, Cui-Fang Yao, Fu-Jiang Xu, Yuan-Yuan Qu, Jia-Tao Li, Yan Lin, Zhong-Lian Cao, Peng-Cheng Lin, Wei Xu, Shi-Min Zhao, Jian-Yuan Zhao: APC/CCDH1 synchronizes ribose-5-phosphate levels and DNA synthesis to cell cycle progression. In: Nature Communications. Band 10, Nr. 1, 7. Juni 2019, ISSN 2041-1723, S. 2502, doi:10.1038/s41467-019-10375-x, PMID 31175280, PMC 6555833 (freier Volltext) – (nature.com [abgerufen am 7. März 2025]).
6. ↑  Johannes F. Coy: EDIM-TKTL1/Apo10 Blood Test: An Innate Immune System Based Liquid Biopsy for the Early Detection, Characterization and Targeted Treatment of Cancer. In: International Journal of Molecular Sciences. Band 18, Nr. 4, 20. April 2017, ISSN 1422-0067, S. 878, doi:10.3390/ijms18040878, PMID 28425973, PMC 5412459 (freier Volltext) – (PMC=5412459 [abgerufen am 23. November 2022]).
7. 1 2  Santiago Diaz-Moralli, Esther Aguilar, Silvia Marin, Johannes F. Coy, Mieke Dewerchin, Maciek R. Antoniewicz, Oscar Meca-Cortés, Leen Notebaert, Bart Ghesquière, Guy Eelen, Timothy M. Thomson, Peter Carmeliet, Marta Cascante: A key role for transketolase-like 1 in tumor metabolic reprogramming. In: Oncotarget. Band 7, Nr. 32, 9. August 2016, ISSN 1949-2553, S. 51875–51897, doi:10.18632/oncotarget.10429, PMID 27391434, PMC 5239521 (freier Volltext) – (oncotarget.com [abgerufen am 1. Dezember 2022]).
8. 1 2  S Langbein, M Zerilli, A zur Hausen, W Staiger, K Rensch-Boschert, N Lukan, J Popa, M P Ternullo, A Steidler, C Weiss, R Grobholz, F Willeke, P Alken, G Stassi, P Schubert, J F Coy: Expression of transketolase TKTL1 predicts colon and urothelial cancer patient survival: Warburg effect reinterpreted. In: British Journal of Cancer. Band 94, Nr. 4, Februar 2006, ISSN 0007-0920, S. 578–585, doi:10.1038/sj.bjc.6602962, PMID 16465194, PMC 2361175 (freier Volltext) – (nature.com [abgerufen am 1. Dezember 2022]).
9. 1 2  Johannes F. Coy, Dirk Dressler, Juergen Wilde, Peter Schubert: Mutations in the transketolase-like gene TKTL1: clinical implications for neurodegenerative diseases, diabetes and cancer. In: Clinical Laboratory. Band 51, Nr. 5–6, 2005, ISSN 1433-6510, S. 257–273, PMID 15991799.
10. ↑  Patent  EP0842278B1: Protein mit DNase-Aktivität. Angemeldet am 10. Juni 1996, veröffentlicht am 9. November 2005, Anmelder: Johannes Coy, Erfinder: Hanswalter Zentgraf, Annemarie Poustka, Johannes Coy, Iris Velhagen.‌
11. ↑  Patent  EP0840789B1: Transketolase-verwandtes Protein. Angemeldet am 26. Juli 1996, veröffentlicht am 31. Mai 2006, Anmelder: Johannes Coy, Erfinder: Annemarie Poustka, Johannes Coy.‌
12. ↑  Dieter H. Möller und Johannes F. Coy: Wenn Krebszellen gären wird’s gefährlich. Ernährung bei Krebs nach dem Coy-Prinzip. In: Erfahrungsheilkunde. Band 58, Nr. 2, 2009, S. 61–69, doi:10.1055/s-0029-1213516.
13. ↑  Das Anti-Krebs-Kochbuch. Auf der Website des Verlags Graefe und Unzer, eingesehen am 10. August 2025.
14. ↑  Zitat aus dem Klappentext von Die neue Anti-Krebs Ernährung..., Gräfe und Unzer Verlag, München 2019 (7. Auflage 2024), ISBN 978-3-8338-7119-1.
15. ↑  Simon Burg, Audrey Laure Céline Grust, Oliver Feyen, Katja Failing, Gamal-André Banat, Johannes F Coy, Martin Grimm, Martin Gosau, Ralf Smeets: Blood-Test Based Targeted Visualization Enables Early Detection of Premalignant and Malignant Tumors in Asymptomatic Individuals. In: clinandmedimages. 20. Mai 2022, archiviert vom Original am 26. März 2023; abgerufen am 8. Dezember 2022 (englisch).
16. ↑  Johannes Coy: EDIM-TKTL1/Apo10 Blood Test: An Innate Immune System Based Liquid Biopsy for the Early Detection, Characterization and Targeted Treatment of Cancer. In: International Journal of Molecular Sciences. Band 18, Nr. 4, 20. April 2017, ISSN 1422-0067, S. 878, doi:10.3390/ijms18040878, PMID 28425973, PMC 5412459 (freier Volltext) – (mdpi.com [abgerufen am 1. Dezember 2022]).
17. ↑  Martin Grimm, Steffen Schmitt, Peter Teriete, Thorsten Biegner, Arnulf Stenzl, Jörg Hennenlotter, Hans-Joachim Muhs, Adelheid Munz, Tatjana Nadtotschi, Klemens König, Jörg Sänger, Oliver Feyen, Heiko Hofmann, Siegmar Reinert, Johannes F Coy: A biomarker based detection and characterization of carcinomas exploiting two fundamental biophysical mechanisms in mammalian cells. In: BMC Cancer. Band 13, Nr. 1, Dezember 2013, ISSN 1471-2407, S. 569, doi:10.1186/1471-2407-13-569, PMID 24304513, PMC 4235042 (freier Volltext) – (biomedcentral.com [abgerufen am 1. Dezember 2022]).
18. ↑  Xiaojun Xu, Axel zur Hausen, Johannes F. Coy, Martin Löchelt: Transketolase-like protein 1 (TKTL1) is required for rapid cell growth and full viability of human tumor cells. In: International Journal of Cancer. Band 124, Nr. 6, 15. März 2009, S. 1330–1337, doi:10.1002/ijc.24078 (wiley.com [abgerufen am 1. Dezember 2022]).
19. ↑  Marek Los, Dagmar Neubüser, Johannes F. Coy, Malgorzata Mozoluk, Annemarie Poustka, Klaus Schulze-Osthoff: Functional Characterization of DNase X, a Novel Endonuclease Expressed in Muscle Cells. In: Biochemistry. Band 39, Nr. 25, 1. Juni 2000, ISSN 0006-2960, S. 7365–7373, doi:10.1021/bi000158w (acs.org [abgerufen am 1. Dezember 2022]).

| Personendaten    | Personendaten                       |
| ---------------- | ----------------------------------- |
| NAME             | Coy, Johannes F.                    |
| KURZBESCHREIBUNG | deutscher Biologe und Krebsforscher |
| GEBURTSDATUM     | 15. Dezember 1963                   |
| GEBURTSORT       | Otzberg im Odenwald                 |